# Средний Починок
Сре́дний Почи́нок — деревня в Смоленской области России, в Ельнинском районе. По состоянию на 2007 год постоянного населения не имеет. Расположено в юго-восточной части области в 9 км к юго-востоку от города Ельня, в 6 км восточнее автодороги Р137 Сафоново — Рославль. В 7 км к северу от деревни станция Калошино на железнодорожной ветке Смоленск — Сухиничи. Входит в состав Мутищенского сельского поселения.

## История
До XX века вновь образованные сельские поселения называли Починками, деревня расположена между деревнями Седлецкий Починок и Сухой Починок, отсюда и пошло её название.